# ロストボーイズ★マーチ
『ロストボーイズ★マーチ』は、STANCE PUNKSの3枚目のシングル。2004年5月5日にタワーレコードにて限定販売された。

## 概要
- オリコンインディーズチャートでは初登場1位を獲得した。

## 収録曲&解説
1. ロストボーイズ★マーチ
作詞・作曲：TSURU
2. 絶望ニュージェネレーション 
作詞・作曲：川崎テツシ
3. SHA-LA-LA-LA-LEE 
SMALL FACESの日本語カバー